# Sumparv
Sumparv (Stellaria crassifolia) är en nejlikväxtart som beskrevs av Jakob Friedrich Ehrhart. Enligt Catalogue of Life ingår Sumparv i släktet stjärnblommor och familjen nejlikväxter, men enligt Dyntaxa är tillhörigheten istället släktet stjärnblommor och familjen nejlikväxter. Arten är reproducerande i Sverige. Inga underarter finns listade i Catalogue of Life.